# José Narciso de Magalhães de Meneses
José Narciso de Magalhães de Meneses foi um militar e administrador colonial português.
Foi capitão-mor da capitania do Grão-Pará, de 10 de março de 1806 a 1810.